# Uncharted 4: A Thief's End (Original Soundtrack)
Uncharted 4: A Thief's End (Original Soundtrack) is een studioalbum gecomponeerd door Henry Jackman voor het computerspel Uncharted 4: A Thief's End uit 2016.

## Tracklist
| Nr.     | Titel                     | Duur  |
| ------- | ------------------------- | ----- |
| 1.      | A Thief's End             | 1:54  |
| 2.      | A Normal Life             | 1:17  |
| 3.      | Lure Of Adventure         | 2:54  |
| 4.      | Cut To The Chase          | 3:09  |
| 5.      | Reunited                  | 2:52  |
| 6.      | Once A Thief…             | 2:13  |
| 7.      | The Grave Of Henry Avery  | 3:13  |
| 8.      | Those Who Prove Worthy    | 2:56  |
| 9.      | The Twelve Towers         | 3:59  |
| 10.     | Hidden In Plain Sight     | 2:23  |
| 11.     | At Sea                    | 3:38  |
| 12.     | Marooned                  | 3:44  |
| 13.     | Meet Me In Paradise       | 2:05  |
| 14.     | The Thieves Of Libertalia | 2:17  |
| 15.     | Sic Parvis Magna          | 2:51  |
| 16.     | The Brothers Drake        | 1:55  |
| 17.     | Race To Libertalia        | 3:12  |
| 18.     | For Better Or Worse       | 2:04  |
| 19.     | New Devon                 | 4:03  |
| 20.     | Avery's Descent           | 2:27  |
| 21.     | No Escape                 | 3:51  |
| 22.     | Brother's Keeper          | 3:59  |
| 23.     | One Last Time             | 4:11  |
| 24.     | Epilogue                  | 3:17  |
| Totaal: | Totaal:                   | 70:24 |